# Cy Young (Baseballspieler)
Denton True „Cy“ Young (* 29. März 1867 in Gilmore, Ohio; † 4. November 1955 in Newcomerstown, Ohio) war ein US-amerikanischer Baseballspieler und -manager in der Major League Baseball (MLB) auf der Position des Pitchers.

## Leben
Cy Young begann seine Karriere als Pitcher bei den Cleveland Spiders in der National League am 6. August 1890. 1899 wechselte er zu den St. Louis Perfectos, die sich ein Jahr später in Cardinals umbenannten. In Cleveland übertraf er in drei Spielzeiten die Grenze von 30 Siegen (1892: 36, 1893: 34, 1895: 35). Bis auf das Jahr 1900 gelangen ihm seit 1891 mindestens 20 Siege pro Saison. 1901 wechselte er in die neu gegründete American League und spielte dort bis 1908 bei den Boston Red Sox. Auch hier gewann er in seinen ersten beiden Spielzeiten mehr als 30 Spiele. Mit insgesamt fünf Spielzeiten mit über 30 Siegen ist Cy Young alleiniger Spitzenreiter in dieser Kategorie.
1903 gewann er mit den Boston Americans die Meisterschaft in der American League. Young wurde dann in der erstmals ausgetragenen World Series der erste Pitcher, der je einen Ball in diesem Wettbewerb geworfen hat. Das erste Spiel gewannen die Pittsburgh Pirates, die Serie entschied aber Boston mit 5:3 für sich. Nach der Niederlage in Spiel 1 gewann Cy Young seine beiden anderen Spiele.
Am 5. Mai 1904 warf Young ein Perfect Game gegen die Oakland Athletics und deren Pitcher Rube Waddell. Später sagte Young, dies sei sein größter Tag im Baseball gewesen. In seinem nächsten Spiel gegen die Detroit Tigers warf Young nochmals sieben Innings, ohne einen Basehit zuzulassen. Mit insgesamt 24 1/3 aufeinanderfolgenden Innings ohne Basehit stellte Young einen bis heute noch gültigen Rekord auf. 45 Innings warf er hintereinander, ohne einen gegnerischen Punkt zuzulassen. Dieser Rekord wurde 1968 von Don Drysdale mit 58 Innings übertroffen.
1909 wechselte Young zu den Cleveland Naps. Seine letzte Station führte ihn wieder in die National League zu den Boston Rustlers. Dort bestritt er am 6. Oktober 1911 gegen die Brooklyn Dodgers sein letztes in der MLB. Gegen Eddie Dent gab es für Cy Young in seinem 911. Spiel eine 3:13-Niederlage.
Mit 44 Jahren beendete er seine Karriere mit insgesamt 511 Siegen, damit liegt er noch heute fast über 100 Siege vor dem zweiten in dieser Kategorie. Ebenfalls unübertroffen sind seine 749 kompletten Spiele. Dieser Rekord dürfte für alle Ewigkeiten Bestand haben, da im heutigen Baseball Einwechselwerfer viel häufiger genutzt werden als zu Ende des 19. und Beginn des 20. Jahrhunderts.
1937 wurde Young in die Baseball Hall of Fame gewählt. 1955 starb er im Alter von 88 Jahren. 1956 wurde an den besten Pitcher der Saison der Cy Young Award verliehen in Erinnerung an den großen Pitcher. Bis 1966 gab es diese Auszeichnung für die gesamte Major League, seit 1967 wird je ein Award für American und National League vergeben. The Sporting News wählte ihn 1999 auf Platz 14 bei den 100 besten Baseballspielern des Jahrhunderts.